# Tái chiết khấu
Tái chiết khấu là việc ngân hàng thương mại hoặc ngân hàng trung ương thực hiện việc mua lại các giấy tờ có giá còn thời hạn thanh toán và đáng tin cậy thuộc sở hữu của các ngân hàng khác theo tỉ suất tái chiết khấu nhất định. Các giấy tờ có giá này đã được các ngân hàng chiết khấu, tái chiết khấu trên thị trường thứ cấp.
Quy trình như sau:
Thường trong các giao dịch tín dụng thương mại, mối quan hệ "nợ nần" giữa người mua và người bán được cam kết thông qua việc phát hành thương phiếu và các giấy tờ có giá khác. Thương phiếu gồm hối phiếu (lệnh đòi tiền do người bán ký phát cho người mua yêu cầu trả tiền) và lệnh phiếu (do người mua ký phát cam kết trả tiền cho người bán) và có thể được đem đi chiết khấu tại ngân hàng.
Tuỳ vào giá trị và mức độ tin cậy của giao dịch mà ngân hàng thương mại chấp nhận chiết khấu thương phiếu đó theo tỉ suất nhất định. Ngân hàng thương mại cũng có thể đem các giấy tờ có giá đó tái chiết khấu tại các ngân hàng thương mại khác hoặc ngân hàng Trung ương theo tỉ suất tái chiết khấu khác.
Thông thường việc quy định tỉ suất tái chiết khấu từ phía ngân hàng Trung ương cao hay thấp hơn tỉ suất thị trường đều có ảnh hưởng tới lượng cung tiền tệ trong lưu thông.